# Ungarische Eishockeyliga 1956/57
Die Saison 1956/57 war die 20. Spielzeit der ungarischen Eishockeyliga, der höchsten ungarischen Eishockeyspielklasse. Meister wurde zum insgesamt zweiten Mal in der Vereinsgeschichte Vörös Meteor Budapest.

## Modus
In der Hauptrunde absolvierte jede der fünf Mannschaften insgesamt vier Spiele. Der Erstplatzierte der Hauptrunde wurde Meister. Für einen Sieg erhielt jede Mannschaft zwei Punkte, bei einem Unentschieden gab es einen Punkt und bei einer Niederlage null Punkte.

## Hauptrunde

### Tabelle
|    | Klub                  | Sp | S | U | N | Tore  | Punkte |
| -- | --------------------- | -- | - | - | - | ----- | ------ |
| 1. | Vörös Meteor Budapest | 4  | 4 | 0 | 0 | 18:4  | 8      |
| 2. | BVSC Budapest         | 4  | 3 | 0 | 1 | 15:7  | 6      |
| 3. | Újpesti Dózsa SC      | 4  | 2 | 0 | 2 | 19:12 | 4      |
| 4. | Ferencvárosi TC       | 4  | 1 | 0 | 3 | 15:22 | 2      |
| 5. | Építõk Budapest       | 4  | 0 | 0 | 4 | 7:29  | 0      |

Sp = Spiele, S = Siege, U = unentschieden, N = Niederlagen, OTS = Overtime-Siege, OTN = Overtime-Niederlage, SOS = Penalty-Siege, SON = Penalty-Niederlage